# Arrakskrans
Arrakskrans är en tårta, vanlig i Sverige, åtminstone från år 1936 till slutet av 1960-talet och görs ännu, 2016, i vissa konditorier. Den är känd även i Danmark. Huvudingredienserna är sockerkaka i kransform och smörkräm smaksatt med arrak. Tårtan täcks med krokant.